# Чадрас
Чадрас (нем. Zschadraß) — бывшая коммуна в немецкой федеральной земле Саксония. С 1 января 2011 года входит в состав города Кольдиц.
Подчиняется административному округу Лейпциг и входит в состав района Лейпциг. На 31 декабря 2010 года население Чадраса составило 3247 человек. Занимает площадь 32,47 км². Официальный код  —  14 3 83 350.
Коммуна подразделялась на 18 сельских округов.

### Достопримечательности
- Зубоврачебный музей
- Водонапорная башня